# Коминтерн (Кызгызстан)
Коминтерн (кирг. Коминтерн) — село в Ноокенском районе Джалал-Абадской области Кыргызстана. Входит в состав Ноокатского айылного аймака.

## География
Село расположено в южной части области, на расстоянии приблизительно 3 километров (по прямой) к юго-западу от села Масы, административного центра района. Абсолютная высота — 617 метров над уровнем моря.

## Население
Согласно оценочным данным Национального статистического комитета Кыргызской Республики, численность населения села на начало 2023 года составляла 4613 человека.
| год     | 2009 | 2014 | 2015 | 2020 | 2021 | 2023 | 2024 |
| ------- | ---- | ---- | ---- | ---- | ---- | ---- | ---- |
| человек | 2859 | 3577 | 3816 | 4442 | 4498 | 4604 | 4613 |